# 752

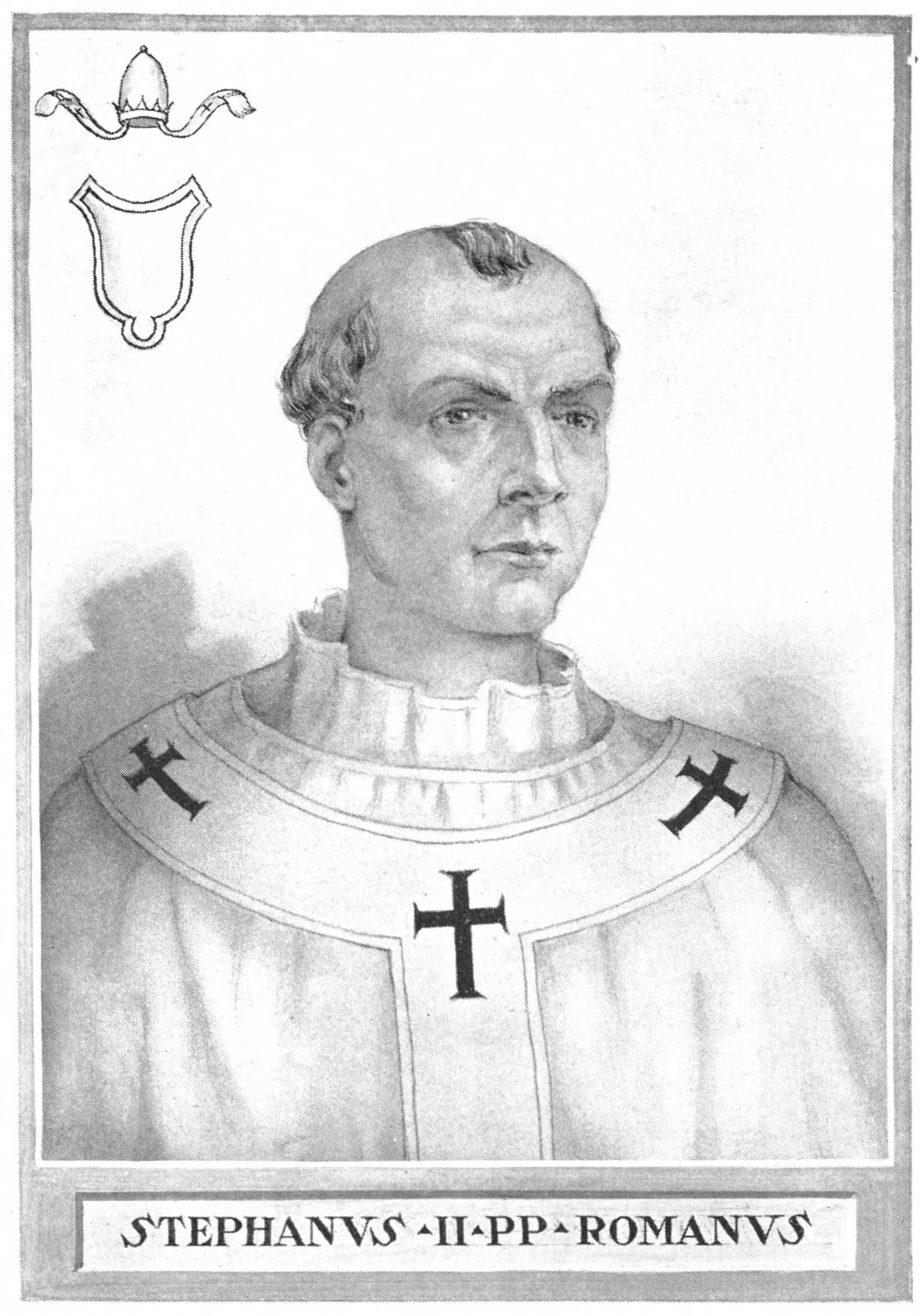
Paus Stephanus II (752–757)

Het jaar 752 is het 52e jaar in de 8e eeuw volgens de christelijke jaartelling.

## Gebeurtenissen

### Europa
- Koning Pepijn III voert een militaire expeditie in de Rhônedelta en herovert de Provence en grotendeels Septimanië (Zuid-Frankrijk). De steden Nîmes, Mauguio, Agde en Béziers accepteren het Frankische gezag. Pepijn begint met de belegering van Narbonne, bezet door de Arabieren. De vestingstad weet stand te houden door de bevoorrading van de Arabische vloot over zee vanuit Al-Andalus (het huidige Spanje).
- Pepijn III stuurt Chrodegang, bisschop van Metz (hoofdstad van Austrasië), als gezant naar Rome ter ondersteuning van de paus (Stephanus II), die bedreigd wordt door de Longobarden.

### Brittannië
- Koning Cuthred van Wessex verslaat bij Burford (Oxfordshire) zijn rivaal Æthelbald van Mercia en weet de standaard (een gouden draak) te veroveren. Hierdoor herstelt Cuthred de onafhankelijkheid van Wessex.

### Japan
- Keizer Shomu (sinds 749 bekeerd tot het monnikenleven) wijdt als hogepriester het grote Boeddhabeeld (circa 15 meter) in Tōdai-ji (Nara) in.

## Religie
- 15 maart – Paus Zacharias overlijdt in Rome na een pontificaat van 11 jaar. Stephanus wordt gekozen om hem op te volgen, maar sterft nog vóór zijn consecratie.
- 26 maart – Stephanus II wordt geïnstalleerd als de 92e paus van de Katholieke Kerk. Hij keert zich af van het Byzantijnse Rijk en verbindt zich met de Franken.
- 27 mei – (Tweede) stichting van de Abdij van Prüm. Pepijn III schenkt de relikwieën van de Heilige Drie Heelmeesters en de Sandalen van Christus aan de abdij.

## Geboren
- zonder datum - Irene, keizerin van het Byzantijnse Rijk (overleden 802)
- Willem met de Hoorn, Frankisch edelman (waarschijnlijk jaar)

## Overleden
- Childebrand I, zoon van Pepijn van Herstal (waarschijnlijk jaar)
- 15 maart – Zacharias, paus van de Katholieke Kerk
- 23, 24 of 25 maart – Stephanus, paus (tegenwoordig niet meer erkend)